# Sannamari Patjas
Sannamari Patjas, född 17 november 1968 i Helsingfors i Finland, är en svensk skådespelare.

## Biografi
Sannamari Patjas utexaminerades från Teaterhögskolan i Stockholm  1998. Hon har läst in ljudboken Svinalängorna.

## Filmografi
- 1997 – Hammarkullen eller Vi ses i Kaliningrad (TV-serie)
- 1999 – Lusten till ett liv
- 1999 – S:t Mikael (TV-serie)
- 2000 – Gossip
- 2001 – Gustav III:s äktenskap
- 2003 – Kontorstid
- 2003 – Misa mi
- 2003 – Ondskan
- 2003 – Ramona (TV-serie)
- 2003 – Tur & retur
- 2005 – Wallander – Afrikanen
- 2006 – Möbelhandlarens dotter (TV-serie)
- 2007 – Beck – Det tysta skriket
- 2007 – Ett gott parti (TV-serie)
- 2008 – Janna & Liv
- 2008 – Livet i Fagervik (TV-serie)
- 2010 – Cornelis
- 2010 – Guds tre flickor (TV-serie)
- 2012 – Arne Dahl: De största vatten
- 2012 – Arne Dahl: Europa Blues
- 2012 – Arne Dahl: Ont blod
- 2012 – Arne Dahl: Upp till toppen av berget
- 2012 – Fjällbackamorden: Havet ger, havet tar
- 2012 – Herr Nyfikenheten och Katten
- 2012 – Prime Time
- 2013 – Eskil och Trinidad
- 2015 – Glada hälsningar från Missångerträsk
- 2016 – Tjockare än vatten (TV-serie)
- 2016–2017 – Syrror (TV-serie)
- 2017–2019 – Innan vi dör (TV-serie)
- 2017 – Rebecka Martinsson (TV-serie)
- 2018 – Sthlm Rekviem (TV-serie)

## Teater

### Roller (ej komplett)
| År   | Roll  | Produktion                          | Regi            | Teater             |
| ---- | ----- | ----------------------------------- | --------------- | ------------------ |
| 2009 |       | Mig äger ingen Åsa Linderborg       | Eva Gröndahl    | Teater Västmanland |
| 2010 | Signe | Romeo och Signe Staffan Westerberg  | Kajsa Isaksson  | Teater Västmanland |
| 2017 |       | Laina och fåglarna Susanna Alakoski | Michaela Granit | Scenkonst Sörmland |